# LaMonica McIver
LaMonica R. McIver (Newark, 20 giugno 1986) è una politica statunitense, membro della Camera dei Rappresentanti per lo stato del New Jersey dal 2024.

## Biografia
Nata a Newark, LaMonica McIver si laureò in letteratura inglese presso il Bloomfield College e conseguì un master in leadership e politica educativa alla Seton Hall University. Ottenne successivamente un dottorato in Scienze dell'Educazione presso l'Università Kean nel 2019.
Svolse il ruolo di direttrice del personale per le scuole pubbliche di Montclair. Nel 2012 fondò la Newark G.A.L.S., Inc., un'organizzazione dedicata alla promozione di leader di genere femminile.
Membro del Partito Democratico, nel 2018 divenne la donna più giovane mai eletta all'interno del consiglio comunale della città di Newark. Nel 2022, ne divenne presidente, mantenendo l'incarico per i successivi due anni. Anche in questa veste, si occupò di incentivare la partecipazione femminile alla vita politica, prendendo parte anche ad un programma di formazione volto ad aiutare donne nere che volevano candidarsi per incarichi politici.
Nel 2024, si candidò alla Camera dei Rappresentanti per un'elezione speciale indetta per riassegnare il seggio del deputato Donald Payne, Jr., deceduto nel mese di aprile. Dopo essersi aggiudicata le primarie, sconfiggendo dieci candidati con oltre il 47% dei voti, vinse anche le elezioni generali contro l'avversario repubblicano con l'81% delle preferenze. LaMonica McIver divenne così l'ottava donna mai eletta al Congresso dallo stato del New Jersey, nonché la seconda afroamericana.
Sul piano ideologico, LaMonica McIver affermò che il suo programma si sarebbe concentrato su sostenibilità, infrastrutture e diritti riproduttivi.
Sposatasi nel 2023, è madre di una figlia.